# The Events
The Events är en svensk rockgrupp som bildades 2004 i Botkyrka utanför Stockholm. Medlemmarna är Mike Audell (sång och gitarr), Filip Nice (bas och sång), Dave Cave (gitarr och sång) och Henrih Harleqin (trummor).
The Events är kända för att vara ett energiskt band på scen. De är även kända för sina scenkostymer som skiljer sig från bandmedlem till bandmedlem. De själva påstår att de återspeglar olika stilar inom hårdrocken; Mike Audell återspeglar den bohemiska stilen, Filip Nice återspeglar den glamorösa och gotiska stilen, Dave Cave återspeglar den enkla och raka stilen, och Henrih Harleqin den mystiska och experimentella stilen.
Efter många års turnerande släppte bandet till slut sitt debutalbum Stuckholm i mars 2009 och stor releasefest hölls på Undici i Stockholm. Releasefesten uppmärksammades flitigt i media och man kunde läsa om bandet i såväl Dagens Nyheter som i Hänt Extra. Bandet uppträdde även live på radiostationen Rockklassikers morgonshow med låtar från debutskivan.
2010 medverkade The Events i galan Tillsammans för Världens barn i SVT tillsammans med Jens Sylsjö och Annika Ljungberg från Rednex.
Under 2011 turnerade The Events som förband åt både Sweet och Smokie. 
I september 2012 gav The Events ut albumet A Little Below The Standard.

## Diskografi
- 2009 - Stuckholm
- 2011 - Geronimo
- 2012 - A Little Below The Standard